# Полонезкьой
Полонезкьой (тур. Polonezköy, польською мовою також Адамполь, пол. Adampol) — село в окрузі Бейкоз провінції Стамбул, засноване в середині ХІХ століття, з населенням 390 осіб (на 2010 рік). Поселення польських іммігрантів на околиці Стамбула, в азійській частині Туреччини. Турецькою мовою назва села означає «польське село». Приблизно до 1960 року Полонезкьой був типовим сільськогосподарським поселенням, у якому крім турецької мови використовувалась також і польська мова, та оберігались польські традиції. У другій половині ХХ століття поселення змінило характер на типово туристичний, і зараз більшу частину його будівель складають готелі. Війтом Полонезкьоя зазвичай обирають поляка, хоча натепер польською мовою користуються лише найстарші мешканці села, а поляки складають лише третину його населення.

## Історія
У 1841 році Михайло Чайковський прибув у район Босфору після призначення князем Адамом Єжи Чарторийським керівником Головної Агенції Східної місії Готелю Ламбер. Метою його прибуття було протистояння впливу Російської Імперії у Туреччині. У цей час у Туреччині перебували багато польських емігрантів, колишніх учасників Листопадового повстання, які часто не мали ні даху над головою, ні найменших засобів до існування. за ініціативою Чарторийського Чайковський закупив на околиці Стамбула, близько 30 км від його тодішнього центру необроблювану місцевість, на якій ченці лазаристи розпочали будувати поселення. 19 березня 1842 року освячено перший будинок у селі, яке назвали Адамполь на честь Адама Чарторийського. Інша версія про походження польської назви села від імені польського поета Адама Міцкевича є помилковою. Окрім учасників листопадового повстання Чайковський поселяв у новозбудованому селі також викуплених з турецького і черкеського полону поляків, яких примусово забрали до російської армії на Кавказі.
Факт існування справжнього польського району десь у світі у час, коли сама польська держава не існувала, був і важливим, і промовистим. До Адамполя прибували не лише поляки, але й представники інших національностей, які емігрували з царської Росії. Мова жителів села стала досить різноманітною, і замість польської мови в ньому користувалися кількома регіональними говірками. Це стало наслідком і цього факту, що Чайковський привіз з Боснії ченців-францисканців. До 1856 року в селі більшість жителів складали вже поляки, а переважання польської мови в поселенні пришвидшило те, що в ньому відкрили польську школу. До 1883 року Адамполь був власністю ченців-лазаристів, пізніше з 1883 до 1968 року він вважався власністю роду Чорторийських. Адамполь став не лише місцем проживання польських емігрантів, а й місцем діяльності політичних угруповань польської еміграції.

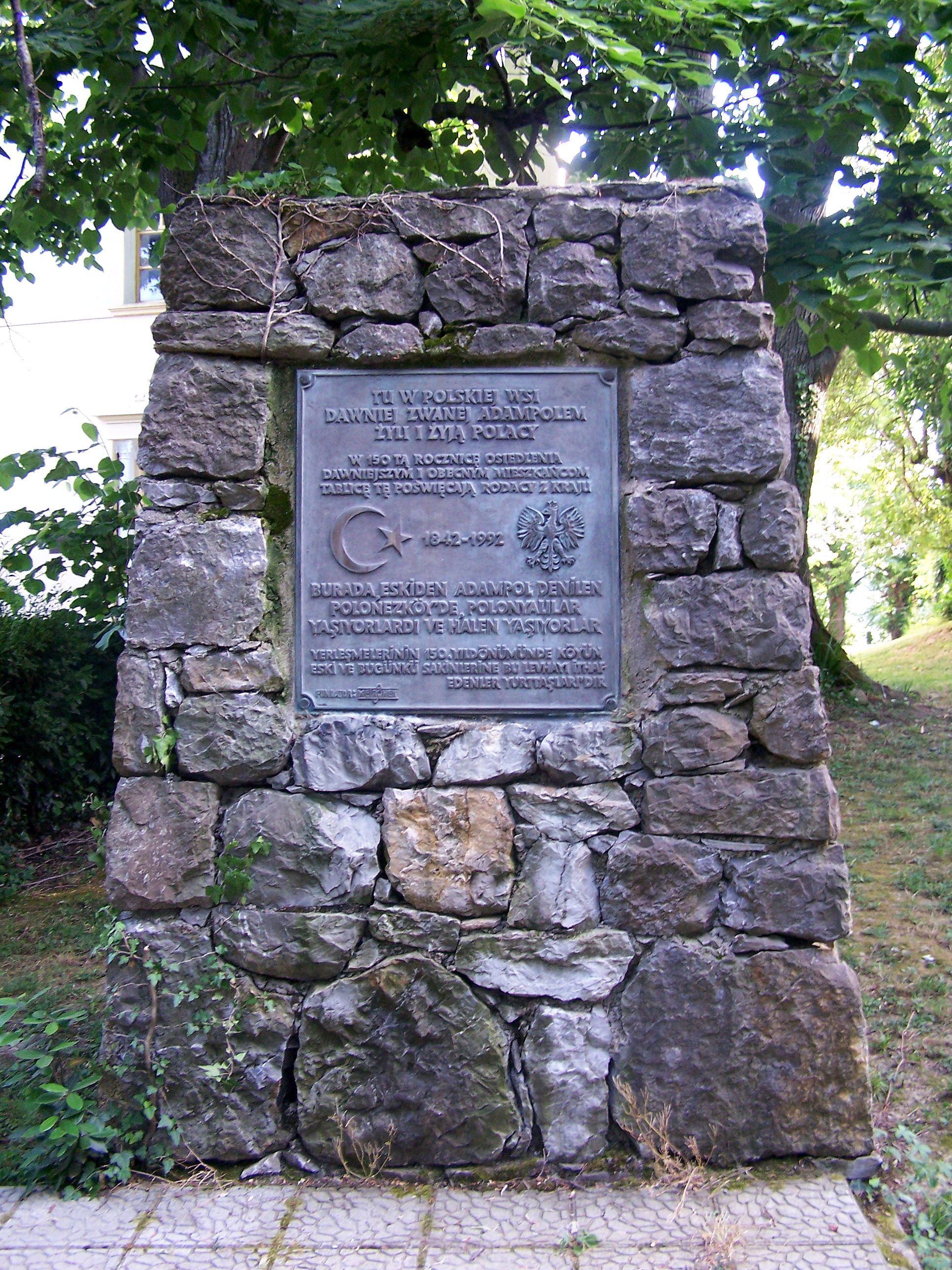
Пам'ятний знак на честь 150-річчя Полонезкьой

Після проголошення незалежності Польщі в 1918 році існування польського села в Туреччині знову мало широкий розголос у Польщі. Полонезкьой став у Польщі дуже популярним, та ніби вдруге відкритим. У село постійно надходила велика кількість подарунків з Польщі. У той час велика кількість польських переселенців з Адамполя повернулися на історичну батьківщину.
У 1933 році в селі встановили погруддя Адама Міцкевича з написами на польській та турецькій мовах.
Під час Другої світової війни турецька влада, маючи намір дотримуватися суворого нейтралітету, заборонила полякам святкувати свято 3 травня, а також конфіскували у жителів села польський прапор, який був для них реліквією. Найважчим часом для поляків села стали післявоєнні роки, коли значно зменшились контакти Туреччини з соціалістичною Польщею.
У 1979 році Туреччину відвідав папа Іван Павло II. Оскільки він не приїхав до Полонезкьой, то жителі села діставались до Стамбула автобусами.
Протягом більш ніж сто років, аж до часів невпинної індустріалізації цієї місцевості, спричиненої розростанням Стамбула, польські зичаї збереглись у Полонезкьой у незміненому вигляді. Село залишається осередком старовинної польської культури. Цьому сприяють значна культурна відмінність оточуючого населення, що утруднює асиміляцію, яку зазнають польські поселення в інших країнах світу, а також відсутність якихось застережень та приязне ставлення турецької влади до жителів села. 150-річчя села відзначалось у Туреччині з великим розмахом.

## Визначні місця

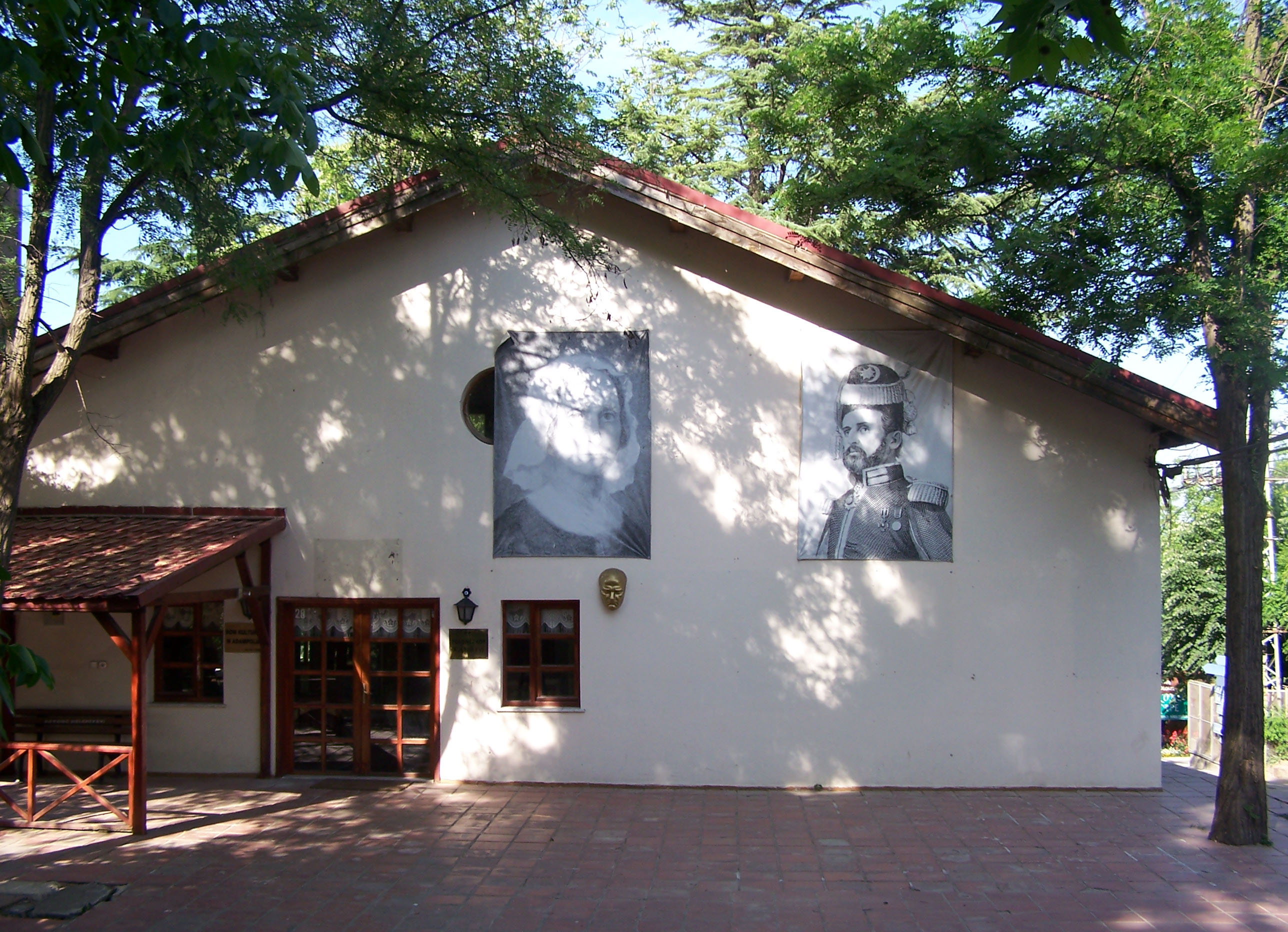
Будинок культури в Полонезкьой

- Будинок пам'яті Софії Рижи, де можна ознайомитись із сімейними реліквіями, старовинними та новими фотографіями, книгами і документами, та внутрішнім виглядом будинку польських поселенців.
- Костел Ченстоховської Богоматері.
- Кладовище, на якому є пам'ятники на місцях поховання, зокрема, Людвіки Снядецької, коханої Юліуша Словацького, а також інші 92 пам'ятники, які відновлені за участю Ради охорони пам'яті боротьби і мучеництва.

## Міста-побратими
- Томашув-Мазовецький
- Закопане

## Відомі уродженці
- Лейла Генджер (1928—2008) — турецька оперна співачка.